# Ilja Krestjaninov
Ilja Krestjaninov (20 juli 1984) is een Russisch voormalig professioneel wielrenner. Hij was voornamelijk op de baan actief.  Bij de junioren en beloften haalde hij meerdere malen het podium op het Europees- en Wereldkampioenschap.

## Belangrijkste overwinningen
2001
- Wereldkampioenschap ploegenachtervolging, Junioren (met Aleksej Schmidt, Roman Paramonov en Aleksej Tsjoenossov)
- Europees kampioenschap ploegenachtervolging, Junioren (met Aleksej Schmidt, Roman Paramonov en Aleksej Tsjoenossov)

2002
- Wereldkampioen ploegenachtervolging, Junioren (met Michail Ignatiev, Sergej Ulakov en Aleksandr Chatoentsev)

2003
- Europees kampioenschap ploegenachtervolging, Beloften (met Michail Mikheev, Aleksej Schmidt en Aleksandr Chatoentsev)

2004
- Europees kampioenschap ploegenachtervolging, Beloften (met Aleksej Schmidt, Aleksandr Chatoentsev en Sergej Sevostianov)

Broett · 
Ignatjev ·
Kazakov · 
Klimov · 
Krestjaninov · 
Mindlin ·     
Rovny · 
Serov · 
Sjtsjekoenov ·
Tinkov · 
Troesov · 
Tsjernetski